# レッツ・ゲット・イット・オン
「レッツ・ゲット・イット・オン」（Let's Get It On）は、マーヴィン・ゲイが1973年に発表した楽曲。全米1位を記録。ゲイの代表作の一つ。
ローリング・ストーンの選ぶオールタイム・グレイテスト・ソング500（2010年版）では168位にランクされている。

## 概要
ソングライターとして60年代、ベン・E・キングなどに楽曲を提供していたエド・タウンゼンドはやがてアルコール依存症にむしばまれ、ニューヨーク州北部にあるリハビリ施設に入った。1973年に施設を出たタウンゼンドは南カリフォルニアに向かい、カルヴァー・シティのキャタロウガス通りにあるマーヴィン・ゲイの家を訪ねた。そこで彼はリハビリ中に作った曲をいくかつかゲイに披露した。「レッツ・ゲット・イット・オン」はその中の一つであり、元々は宗教的なテーマの曲だったと言われている。意気投合した二人はゲイのソロ・アルバムの制作にとりかかることとなり、1973年3月13日からロサンゼルスのモータウンのスタジオ、ヒッツヴィル・ウェストに入った。
歌詞はゲイの友人のケネス・ストーヴァーによって政治的なものにいくらか改められたが、さらにゲイ自身が書きかえ、愛とセックスがテーマの曲に生まれ変わった。
1973年3月13日、ベーシック・トラックとデモ・ボーカルが録音される。編曲とオーケストラの指揮はレネイ・ホール（René Hall）が行った。ピアノでジョー・サンプルが参加。ベースを担当したのはウィルトン・フェルダーであった。なおこの日録音されたものは、アルバム『Let's Get It On』の4曲目のリプリーズ「Keep Gettin' It On」に使用されている。
そしてリード・ボーカルのレコーディングが行われた3月22日、タウンゼンドの友人のバーバラ・ハンターが17歳になったばかりの娘、ジャニスを連れてスタジオを訪れた。ジャニス・ハンターは母バーバラとジャズ・ミュージシャン、スリム・ゲイラードの間にできた子供だった。伝説ではゲイが「レッツ・ゲット・イット・オン」の歌入れをしている間彼女はスタジオにいたと言われ、二人はしばらくのちに交際し始め、1977年に結婚した。
同年6月15日、シングルとして発表。B面はテンプテーションズのカバーで、1970年のアルバム『That's the Way Love Is』に収録されていた「I Wish It Would Rain」。シングル・バージョンは8月28日発売のアルバム『Let's Get It On』収録のバージョンとはミックスが異なる。
ビルボード・Hot 100とビルボードのソウルチャートで1位を記録し、プラチナディスクに輝いた。
2001年に発売された『Let's Get It On』のデラックス・エディションにデモ・バージョンが収録された。